# Francis Uzoho
Francis Odinaka Uzoho (Nwangele, 28 de outubro de 1998) é um futebolista nigeriano que joga pelo Omonoia Nicosia. Atua como goleiro.

## Carreira
Quando jogava na Aspire Academy, entre 2013 e 2016, Uzoho (ou Francis, como é chamado na Espanha) chegou a atuar como atacante, porém era considerado "muito lento" para a posição, e desde então virou goleiro. Em 2016, durante um torneio em Barcelona, chamou a atenção do Deportivo La Coruña, que o contratou para a equipe juvenil.
Assinou seu primeiro contrato em janeiro de 2017, e chegou a participar dos treinos do time principal. Promovido ao Deportivo Fabril (equipe reserva do Depor), estreou profissionalmente em setembro do mesmo ano, contra o Real Madrid Castilla, em jogo válido pela Segunda División B. 1 mês depois, disputou seu primeiro jogo em La Liga contra o Eibar. Aos 18 anos e 352 dias, Francis foi o goleiro estrangeiro mais jovem a estrear no Campeonato Espanhol e também o segundo atleta mais novo da competição - é uma semana mais velho que o hispano-marroquino Achraf Hakimi, então jogador do Real Madrid.
Em agosto de 2018, renovou seu contrato com o Deportivo e foi emprestado pouco depois ao Elche por uma temporada. Foram apenas 7 partidas antes de mudar-se para o Chipre, onde atuou por Anorthosis Famagusta e Omonia antes de assinar por 3 anos com o APOEL.

## Seleção Nigeriana
Foi convocado para defender a Seleção Nigeriana de Futebol para a Copa de 2018. Aos 19 anos de idade, é o goleiro mais novo a ser convocado para a competição.
Ganhou a titularidade na competição por opção do treinador Gernot Rohr, desbancando o então titular Ikechukwu Ezenwa. Jogou as 3 partidas da Nigéria na primeira fase, mas não evitou a dramática eliminação no jogo contra a Argentina, que venceu por 2 a 1. Com sua escalação, tornou-se o segundo atleta mais jovem a ganhar a titularidade no gol de uma seleção no torneio, ficando atrás do norte-coreano Lee Chan-myung.

## Títulos e campanhas de destaque
Deportivo Fabril
- Segunda División B: 2º lugar (2017–18)